# Cytothymia griseola
Cytothymia griseola is een vlinder uit de familie van de uilen (Noctuidae). De wetenschappelijke naam van deze soort is voor het eerst voorgesteld als Thalpochares ? griseola door Rudolf Felder en Alois Friedrich Rogenhofer in een publicatie uit 1874.
De soort komt voor in Mozambique en Zuid-Afrika.